# Tratado de Edimburgo

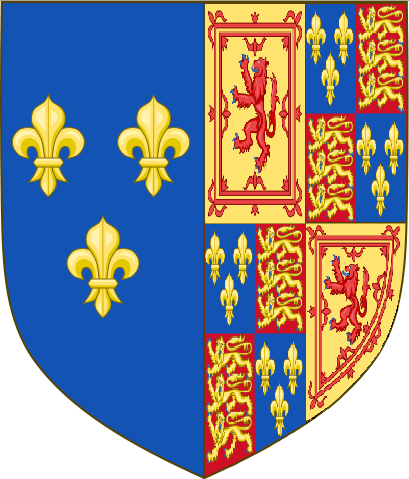
Escudo de armas de Maria, Reina de Escocia, Francia & Inglaterra.

Escudo de armas de Maria, Reina de Escocia & Francia (post-tratado).

El Tratado de Edimburgo (también conocido como el Tratado de Leith) fue un acuerdo redactado el 5 de julio de 1560 entre los comisionados de la reina Isabel I de Inglaterra, con el acuerdo de los Lores de la Congregación escoceses, y los representantes del rey Francisco II de Francia (esposo de María, Reina de Escocia) para concluir formalmente el sitio de Leith y sustituir la llamada Vieja Alianza (Auld Alliance) entre Francia y Escocia por un nuevo acuerdo anglo-escocés, que mantuviera los acuerdos del Tratado de Cateau-Cambresis.
Fue firmado en el Castillo de Edimburgo el 5 de julio de 1560, días después de la muerte de María de Guisa, y supuso la partida de la mayoría de las tropas francesas estacionadas en el Reino (17 de julio). Sin embargo, nunca fue ratificado por María I de Escocia, la monarca que reinaba en ese momento, a pesar de la considerable presión que recibió para hacerlo. Aun así tuvo el efecto deseado, la retirada de las tropas extranjeras, y finalmente la ruptura definitiva del reino de Escocia con la Iglesia católica.